# Ákos Seress
Ákos Seress (Budapeste, 24 de novembro de 1958 – Columbus, Ohio, 13 de fevereiro de 2013) foi um matemático húngaro, que trabalhou com combinatória teoria dos grupos.
Seress estudou na Universidade Eötvös Loránd em Budapeste e obteve um doutorado em 1985 na Universidade Estadual de Ohio, orientado por Dijen Kumar Ray-Chaudhuri, com a tese The Gossip Problem. Retornou depois para a Hungria, sendo pesquisador no Instituto Alfred Renyi da Academia de Ciências da Hungria. Em 1986 publicou com Paul Erdős, foi editor do periódico Combinatorica e começou a trabalhar conjuntamente com László Babai bem como seu trabalho com teoria dos números algorítmica.
Em 1989 foi professor assistente na Universidade Estadual de Ohio, em 1995 professore associado e em 2000 professor. Foi professor visitante na Universidade da Austrália Ocidental e passou uma ano na Universidade Técnica da Renânia do Norte-Vestfália em Aachen com um Prêmio Humboldt (com Joachim Neubüser). Morreu vitimado por câncer aos 54 anos de idade.
Foi palestrante convidado do Congresso Internacional de Matemáticos em Madrid (2006: A unified approach to computations with permutation and matrix groups).

## Publicações
- Permutation Group Algorithms, Cambridge University Press 2003
- com William Kantor: Black box classical groups, Memoirs AMS, 2001
- Construction of 2-Closed M-Representations, Proc. International Symposium on Symbolic and Algebraic Computation (ISSAC '12) 2012, 311–318
- com Harald Helfgott: On the diameter of permutation groups, Annals of Mathematics, Arxiv, 2011
- com K. T. Arasu Codes and Designs, De Gruyter 2002
- com A. Hulpke, R. Liebler, T. Pentilla Finite Geometries, Groups and Computation, De Gruyter 2006
- An introduction to computational group theory, Notices AMS, Juni/Juli 1997, Online
- Nearly linear time algorithms for permutation groups: An interplay between theory and practice, Acta Appl. Math., 52, 1998, 183–207